# Vitry-sur-Loire
Vitry-sur-Loire é uma comuna francesa na região administrativa de Borgonha-Franco-Condado, no departamento Saône-et-Loire. Estende-se por uma área de 27,17 km². Em 2010 a comuna tinha 435 habitantes (densidade: 16 hab./km²).